# Георгіос Гривас
Георгіос Гривас (грец. Γεώργιος Γρίβας; 6 червня 1897 — 27 січня 1974) — національний герой Республіки Кіпр, військовий лідер греків-кіпріотів під час боротьби за незалежність, засновник та командир повстанських організацій ЕОКА та ЕОКА-Б.

## Початок
Георгіос Гривас народився 6 червня 1897 року в сім'ї греків-кіпріотів, що жила у селі поблизу Нікосії. Він був четвертою дитиною Теодора Гриваса і Каломіри Хаджімакель. Після закінчення початкової сільської школи продовжив навчання в Панкіпрській гімназії у Нікосії (1909—1915).

## Військова кар'єра
У 1916 році Гривас переїхав до Греції, отримав грецьке громадянство і вступив до Афінської військової академії .
У 1919 році отримав військову освіту, закінчивши École Militaire в Парижі . Почав військову службу у грецької армії у звані молодшого лейтенанта. Одразу після початку служби був направлений у Малу Азію на фронт греко-турецької війни. Воював у 10й дивізії.
У 1922, після поразки Греції у війні, Гриваса перевели на службу переведено у Фракію. За особисту хоробрість під час війни позачергово отримав звання лейтенанта та був направлений на навчання у Францію.
У 1925 році він отримав звання капітана, а в 1935 — майора.
1940 року, з початком італо-грецької війни, Гривас був направлений на Албанській фронт і обіймав посаду начальника штабу 2ї дивізії.
У 1941, після окупації Греції німецькими італійськими та болгарськими частинами, Гривас заснував та очолив невелику підпільну організацію «Організація Х», яка складалася з офіцерів грецької армії та діяла у Афінах.
Боротьба складалася зі збирання інформації на користь держав-союзників та актів саботажу, втім організація відігравав незначну роль у грецькому Опорі.
Під час грудневих подій в Афінах 1944 року члени Організації X воювали разом з англійцями на стороні монархістів проти бійців комуністичних організацій ЕАМ / ЕЛАС.
У 1946 році він звільнився з грецької армії за власним бажанням у званні полковника і вирішив зосередитися на політиці.

## Боротьба за енозіс Кіпру

### 1954—1959

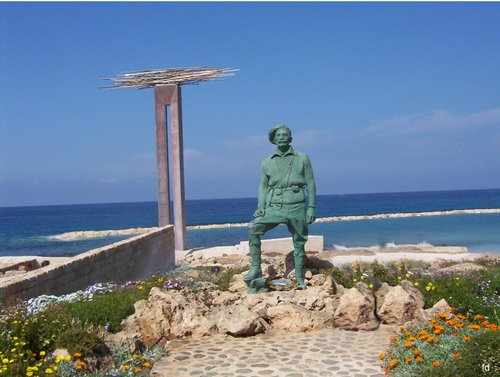
Пам'ятник Георгіосу Гривасу на місці його висадки на Кіпр у листопаді 1954 року

Гривасу не вдалось стати політиком — він та його партія двічі поспіль програли парламентські вибори не отримавши жодного місця. Тому він моментально погодився на пропозицію архієпіскопа Макаріоса долучитися до боротьби проти британської колоніальної адміністрації на Кіпрі. Кінцевим результатом боротьби мало стати возз'єднання Кіпру з Грецією.
У листопаді 1954 Георгіос Гривас таємно прибув на Кіпр і одразу почав формувати націоналістичну повстанську організацію ЕОКА. Він став очільником повстанців, відомим під псевдонімом Дігеніс.
1 квітня 1955 року ЕОКА проголосила початок компанії за самовизначення, провівши бомбові атаки проти органів влади та військових об'єктів у 4 найбільших містах Кіпру.
Гривас керував першими операціями з схованки у Нікосії, пізніше перебрався у гори Троодос. Пізніше він перемістився у район Фамагуста. Під час боїв за Спилію та Кікос зміг уникнути британського полону.
Після депортації у березні 1956 архієпископа Макаріоса, Гривас очолив і політичну компанію боротьби за самовизначення.
Британська адміністрація встановила винагороду у 10 000 фунтів за інформацію, що допоможе арештувати Георгіоса Гриваса.

### Повернення до Греції
Боротьба проти британської колоніальної адміністрації завершилась переговорами у Цюріху та Лондоні та проголошенням незалежності Кіпра.
Звістку про незалежність Гривас зустрів вороже, оскільки не було досягнута головна мета його боротьби — возз'єднання з Грецією.
Однією з умов проголошення незалежності Кіпру була депортація Гриваса. У березні 1959 він вийшов з підпілля і змушений був повернутися до Греції
В Афінах його зустріли як героя, парламент нагородив його найвищою відзнакою і присвоїли звання генерала. Він знову спробував повернутися в політику, але невдало — його партія програла вибори 1963 року.

### 1964
Гривас знову повернувся на Кіпр у 1964 році, після подій Кривіавого різдва і став очільником військових сил, що складалися із загонів Національної Гвардії Кіпру, сформованої Макаріосом і військових підрозділів армії Греції.
Він керував наступом грецько-кіпріотских сил на турецький анклав Кокіна під час битви за Тилірію у серпні 1964. Наступ розвивався успішно, допоки у відповідь на втручання грецьких збройних сил у конфлікт не втрутилися турецькі війська. Військово повітряні сили завдали серії авіаударів по грецьким підрозділам.
В подальшому, на посаді очільника військових сил Кіпру він займався підвищенням обороноздатності на випадок турецького вторгнення та готував грецькі підрозділи до подальших бойових дій проти турецької громади острова.

### 1967
Під час спалаху міжетнічного насилля 1967 року підрозділи Національної Гвардії під його прямим командуванням вбили щонайменше як 27 турків кіпріотів під час боїв за селища Кофіной та Аджіос Теодорос. Серед загиблих були як цивільні особи, так і члени турецької міліції.
Негайним наслідком цих подій став ультиматум уряду Туреччини, який змусив Грецію відкликати генерала Гриваса та своїх військових з острова.

### 1968
З 1968 по 1969 рік він брав участь у русі опору, спрямованого на повалення військової хунти і відновлення демократії в Греції. Гривас почав формування повстанських загонів, отримуючи зброю та вибухівку з Кіпру, але організація була виявлена владою, і багато її членів були заарештовані.

### 1971—1974
У серпні 1971 Гривас знову повертається на Кіпр, в цей раз вже в останнє. Його мета незмінна — Енозіс. Він планує змусити уряд Макаріоса відмовитися від незалежності і почати процес воз'єднання з Грецією.
Для цього він формує нову повстанську організацію, ЕОКА-Б. Після невдалої спроби перевороту, Гривас та його організація розв'язала справжню громадянську війну у грецькій громаді острова, що точилася з 1971 по 1974 роки.
Гривас помер від серцевої недостатності 27 січня 1974 року у віці 75 років, ховаючись у будинку в місті Лімасол . Його поховали 29 січня 1974 року в саду будинку, який був його схованкою під час боротьби з британською владою (1955—1959).
В останній шлях генерала Гриваса прийшли провести десятки тисяч греків-кіпріотів. Кіпрський уряд оголосив триденний офіційний траур, а парламент Кіпру проголосив генерала Гриваса «гідним сином Батьківщини».
А вже за півроку після смерті генерала, 15 липня 1974, бойовики його організації ЕОКА-Б спільно з частиною Національної гвардії Кіпру здійснила військовий переворот, відсторонивши від влади президента Макаріоса. А насилля, яке путчисти почали чинити над грецькою громадою острова, стало головною причиною вторгнення турецьких військ 1974 року.